# Heysham
Heysham es una localidad costera situada en Lancashire, en Inglaterra (Reino Unido). Tiene una población estimada, a mediados de 2018, de 16 715 habitantes.
Es un puerto de ferries, con servicios a la Isla de Man e Irlanda. Hay dos centrales nucleares en la localidad .
Está ubicada en el centro de la región Noroeste de Inglaterra, cerca de la frontera con la región de Yorkshire y Humber, de la ciudad de Lancaster —la capital del condado— y de la costa del mar de Irlanda, y a poca distancia al norte de las ciudades de Liverpool y Mánchester.
Cerca a la Iglesia de San Pedro y sobre un promontorio se encuentran los restos de la capilla de San Patricio.